# Randy Samuel
Randy Samuel, né le 23 décembre 1963 à Point Fortin (Trinité-et-Tobago), est un ancien joueur international canadien de soccer ayant évolué au poste de défenseur.

## Palmarès
- 82 sélections et 0 but avec l'équipe du Canada entre 1983 et 1997.